# Крупицкий монастырь
Николаевский Крупицкий монастырь — православный женский монастырь в селе Осич Бахмачского района Черниговской области Украины в 7 км от Батурина. Расположен на природном возвышении на берегу реки Сейм. Входит в состав национального историко-культурного заповедника «Гетманская столица». Комплекс включает: дом настоятеля и трапезную церковь, кельи, колокольню и остатки стен 18 века.

## История
По некоторым данным, основан во времена Киевской Руси. Действовал как мужской монастырь. Потерпел разрушения в середине XIII века. Восстановлен в начале XVII века. В 1680 году на средства генерального судьи И. Домонтовича построен большой пятиглавый, крестообразный, девятичастный Свято-Николаевский собор. В его иконостасе находилась главная святыня — чудотворная икона святого Николая Мирликийского. Был хорошо укреплённой крепостью, окружённой валами с деревянными стенами и башнями. В 1708 году после перехода И. Мазепы на сторону шведского короля Карла XII русскими войсками во главе с А. Меншиковым была разрушена колокольня, кельи, приюты для паломников. Начале XIX века восстановлена трапезная со Спасо-Преображенской церковью и звонницей. Последняя вновь была перестроена 1823—1825 годах. В 1846 году монастырь пострадал от пожара.
В 1922 году монастырь был закрыт. Во время Второй мировой войны он получил значительные повреждения. В средине 1930-х годов Свято-Николаевский собор был разобран. Сейчас сохранились колокольня, тёплая трапезная Спасо-Преображенская церковь, дом настоятеля и остатки стены. При монастыре существовала библиотека. Книги на польском языке были утрачены в начале XVIII века, а латиноязычные в XIX веке переданы в Софийский собор в Киеве. С монастырём связана деятельность святителя Димитрия Ростовского — игумена (1682—1683), который в 1690—1692 годах в келье монастыря работал над созданием «Жития святых» (см. Четьи-минеи) и Ивана Мигуры — гравера начала XVIII века.
В декабре 1999 восстановлен как женский монастырь УПЦ (МП).

## Галерея

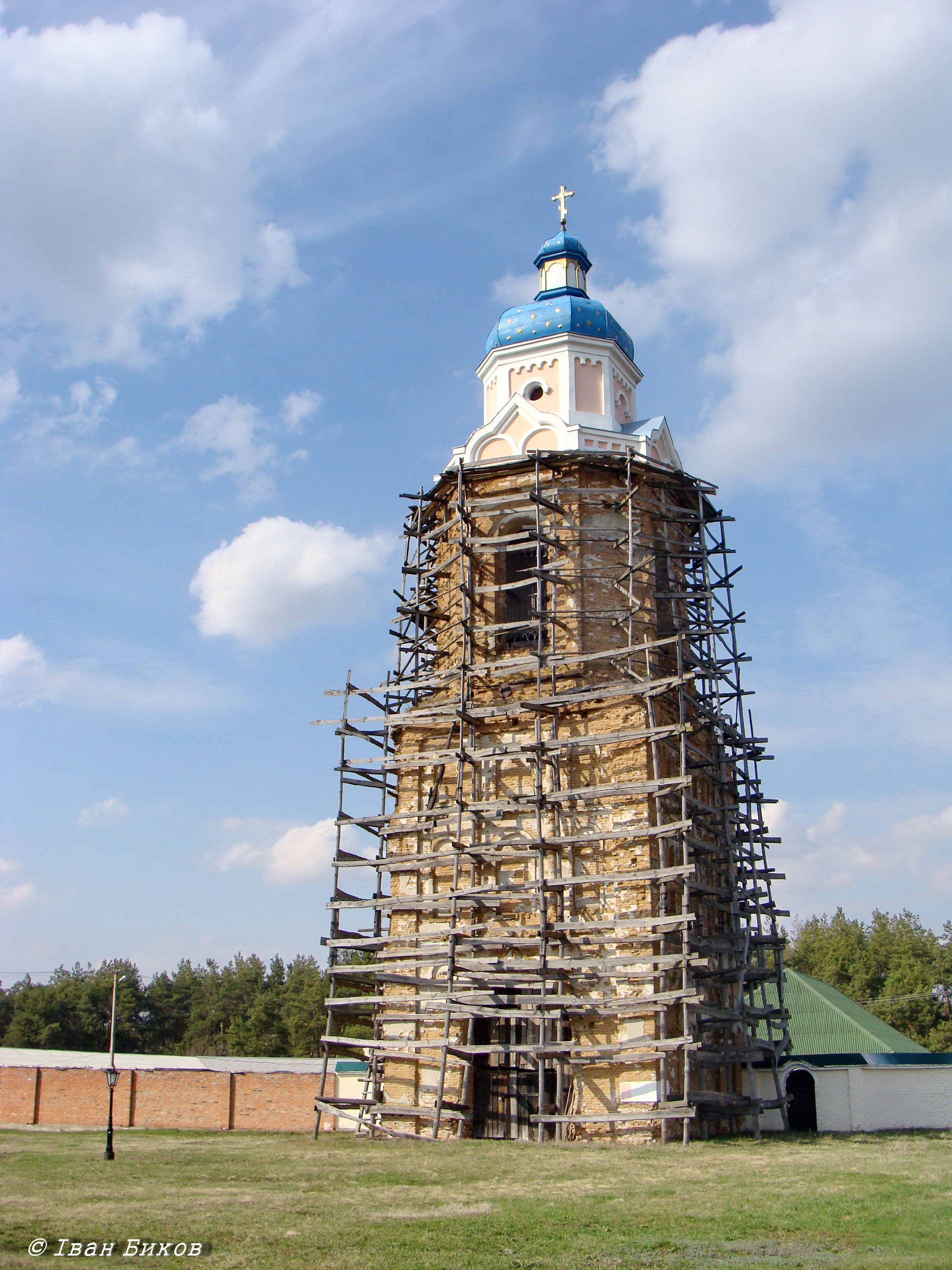
Колокольня
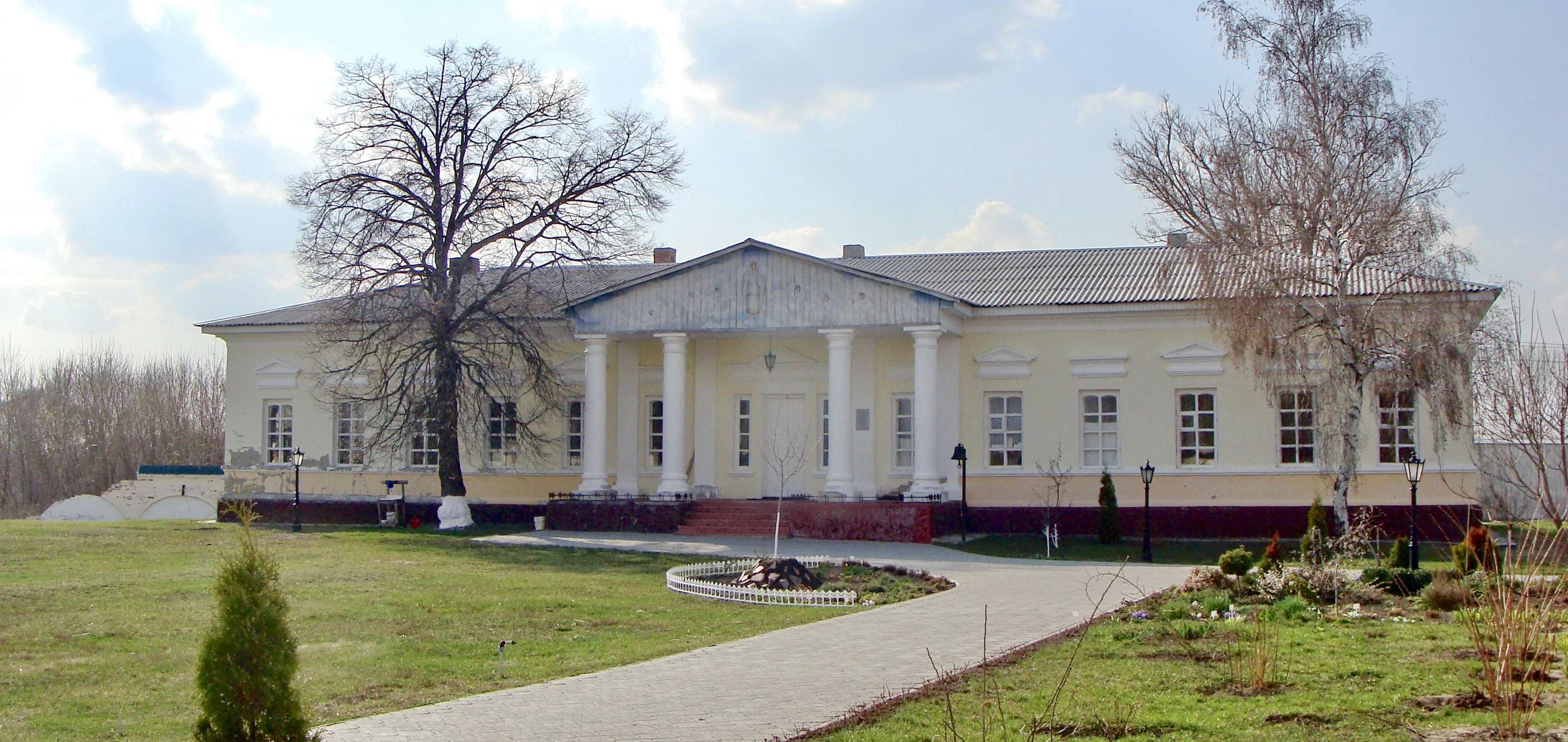
Кельи